# Барнаул-Т

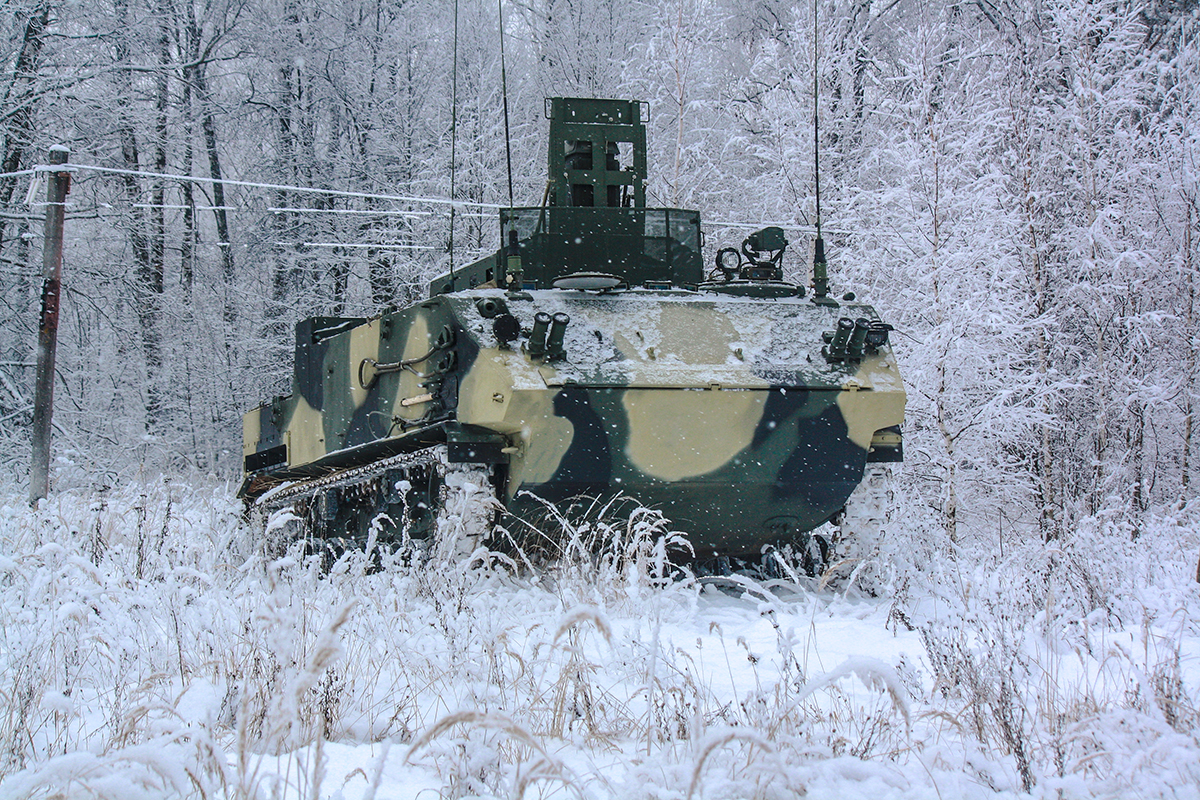
Модуль планирования МП-Д комплекса разведки ПВО Барнаул-Т

«Барнау́л-Т» — российский комплекс средств автоматизации (КСА) ПВО. Одна из новейших систем находящихся на российском вооружении, обладающая хорошей защитой от авиации потенциального противника. Кроме-того по данным экспертов, обладает высокой мобильностью, простотой эксплуатации, и высокой скоростью работы вычислительных средств. Потенциально подходит к тому, чтоб размещать эту систему десантным путем.

## Описание
«Барнаул-Т» осуществляет разведку воздушных целей и приём информации от сопряжённых систем обнаружения, выдаёт данные о траектории целей, формирует сценарий действий зенитных подразделений и производит распределение целей на каждом уровне управления с учётом возможностей конкретных подразделений, их позиции, боеготовности, состояния боекомплекта и т. д.
Изделия комплекса могут взаимодействовать со всеми существующими парками зенитных средств и радиолокационных станций подразделений ПВО, в том числе зарубежного производства. Благодаря максимальной реализации боевых возможностей разнородных зенитных средств система обеспечивает эффективное отражение массированного налёта противника. Комплекс обладает модульным построением, может гибко адаптироваться к структуре конкретной группировки ПВО в соответствии с требованиями иностранных заказчиков.
КСА включает в себя:
- 9C931-1 — модуль планирования на колесном шасси (МП-К);
- 9С932-1 — модуль разведки и управления (МРУ-Б) на гусеничном шасси;
- 9С931 — модуль планирования на гусеничном шасси;
- 9C935 — комплекс средств автоматизации отделения стрелков-зенитчиков (КСАС);
- 9С933 — переносной модуль управления огнём (ПМУО) командира взвода стрелков-зенитчиков ПЗРК.

## Операторы
- Россия[2]

Зарубежным заказчикам, по состоянию на 2015 год, поставлено 7 модулей.